# Matilda Cuomo
Matilda Raffa Cuomo (* 16. September 1931 in Queens, New York City, Vereinigte Staaten) ist eine US-amerikanische Frauen- und Kinderaktivistin. Sie war von 1983 bis 1994 die First Lady des Staates New York. Sie arbeitete zwölf Jahre lang mit staatlichen und gewählten Amtsträgern sowie Gemeindevorstehern zusammen, um Programme zur Verhinderung von Kindesmissbrauch, zur Stärkung von Familien, zur Förderung der Adoption von Pflegekindern und zur Verbesserung der Schulabwesenheits- und Schulabbruchquote zu entwickeln.

## Leben und Werk
Cuomo ist das dritte von fünf Kindern von Charles Raffa und Mary Gitto. Ihre Eltern waren 1927 aus Sizilien in die Vereinigten Staaten eingewandert, wo ihr Vater eine eigene Firma aufbaute und später in Immobilien investierte. Sie besuchte die Midwood High School und wurde nach ihrem Abschluss am Columbia Teachers College, am Brooklyn College und am Hunter College angenommen. Ihre älteren Brüder waren jedoch um ihre Sicherheit auf Reisen nach und von Manhattan besorgt und bestanden darauf, dass sie das Lehrerseminar an der St. John’s University (New York) besuchte, wo ihr Bruder Sam Jura studierte. 1951 lernte sie dort Mario Cuomo kennen, den sie 1954 heiratete und mit dem sie fünf Kinder bekam. Ihr Ehemann war von 1982 bis 1994 Gouverneur des Bundesstaats New York, ebenso wie ihr Sohn Andrew Cuomo vom 1. Januar 2011 bis zu seinem Rücktritt am 23. August 2021.
Sie schloss das St. John’s University Teachers College mit Auszeichnung ab und unterrichtete dann an der Dutch Broadway School auf Long Island. Als First Lady des Staates New York von 1983 bis 1995 etablierte sie das erste landesweite, schulbasierte Eins-zu-eins-Mentoring-Programm. Auf Ersuchen ihres Mannes gründete sie 1987 das New York State Mentoring Program, um die steigende Zahl der Schulabbrecher zu senken. 1995 gründete sie Mentoring USA.
Bis 1995 wurden zehntausend Kinder von Freiwilligen aus Unternehmen, Schulen und der Regierung betreut und der Grundstein für Mentoring USA und internationale Ausweitungen gelegt. Seit seiner Gründung wurde das Programm auf Altersgruppen und Angebote für LGBTQ+, vorurteilsbezogene Gewaltprävention, Pflegefamilien und Mentoring am Arbeitsplatz ausgeweitet.
Cuomo leitete und fungierte als Hauptsprecherin der Initiative Decade of the Child des Staates New York, war Co-Vorsitzende der Gouverneurskommission für Kinderbetreuung und Vorsitzende der Bürger-Arbeitsgruppe des Staates New York zur Prävention von Kindesmissbrauch und -vernachlässigung.
Sie leitete die Teilnahme des Staates New York am Weltkindergipfel der Vereinten Nationen 1990 und die US-Ratifizierung der UN-Kinderrechtskonvention. Sie reiste mit Harry Belafonte im Auftrag von UNICEF nach Afrika und engagierte sich seit seiner Einführung im Jahr 1990 für den Tag des afrikanischen Kindes. 1994 wurde sie vom Internationalen Lenkungsausschuss der Vereinten Nationen in die Republik Malta eingeladen, um das Internationale Jahr der Familie zu eröffnen. 1997 luden Präsident Bill Clinton und Colin Powell sie ein, am ersten Gipfeltreffen des Präsidenten zum Thema Freiwilligenarbeit teilzunehmen. Ebenfalls 1997 wurde sie vom Magazin Family Circle zur Gewinnerin des Preises für ihr Lebenswerk gekürt. Sie ist lebenslanges Vorstandsmitglied der Nationalversammlung der National American Cancer Society und Vorstandsmitglied des President’s Council des Memorial Sloan-Kettering Cancer Center in New York City.
Cuomo erhielt den ersten Liberty Partnerships Lifetime Achievement Award und Ehrentitel von Marymount Manhattan und Siena College. Sie ist Autorin von Simple Acts of Kindness in What We Know So Far (1996) und Herausgeberin von The Person Who Changed My Life: Prominent Americans Recall Their Mentors (1999, 2011).
Am 20. März 2020 verkündete ihr Sohn Andrew Cuomo als Reaktion auf den COVID-19-Ausbruch eine Schutzanordnung für über 70-Jährige im Bundesstaat, die er zu Ehren seiner Mutter Matilda's Law nannte.

## Ehrungen (Auswahl)
- President's Medal der New York University[8]
- 2010: Lewis Avenue Alumni Legacy Award, St. John’s University[9]
- 2011: Champion for New York’s Children and Families Award, Maternity and Early Childhood Foundation[10]
- 2017: Lifetime Achievement Award des Liberty Partnerships Program[11]
- 2017: Aufnahme in National Women’s Hall of Fame[12]

## Veröffentlichungen (Auswahl)
- The Person Who Changed My Life: Prominent Americans Recall Their Mentors. Carol Pub Group, 1999, ISBN 978-1-55972-508-8.